# Ignacio Boggino
Ignacio Boggino (Rosario, 22 febbraio 1986) è un calciatore argentino, difensore del Central Córdoba (R).

## Caratteristiche tecniche
È un difensore centrale.

## Carriera
Cresciuto nelle giovanili del Rosario Central, ha esordito il 30 agosto 2008 in occasione del match pareggiato 0-0 contro il Banfield.